# 喜盐草属
喜盐草属（学名：Halophila）是水鳖科下的一个属，为沉水草本植物。该属共有4种，分布于印度洋、太平洋及加勒比海。